# Scolopia chinensis
Scolopia chinensis là một loài thực vật có hoa trong họ Liễu. Loài này được (Lour.) Clos miêu tả khoa học đầu tiên năm 1857.

## Hình ảnh

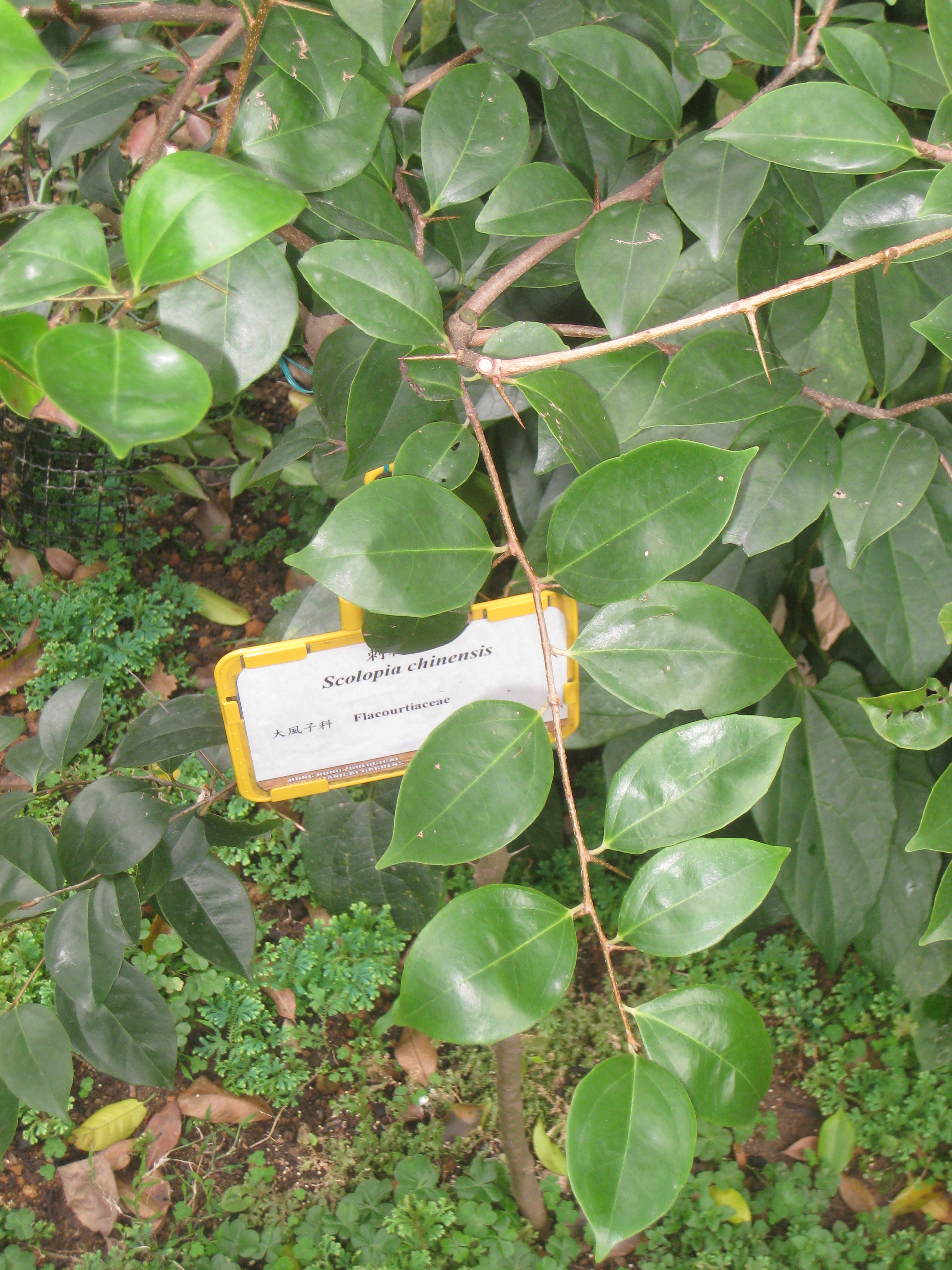